# كلاي هوفمان
كلاي هوفمان (بالإنجليزية: Clay Huffman)‏ هو فنان أمريكي، ولد في 1957، وتوفي في 2001.